# Notre univers impitoyable
Pour plus de détails, voir Fiche technique et Distribution.
Notre univers impitoyable est un film français réalisé par Léa Fazer, sorti le 13 février 2008.

## Synopsis
Margot et Victor vivent en couple et sont tous deux avocats dans le même cabinet. Lorsque l'occasion d'une promotion se présente, ils se retrouvent en concurrence. Ils se jurent que, quel que soit le destin, leur couple restera soudé et qu'ils continueront à se soutenir mutuellement.
La suite se chargera de les détromper.

## Fiche technique
- Titre : Notre univers impitoyable
- Réalisation et scénario : Léa Fazer
- Décors : Marie-Hélène Sulmoni
- Costumes : Isabelle Pannetier
- Image : Myriam Vinocour
- Montage : François Gédigier
- Musique : Sébastien Schuller
- Société de production : Haut et Court, en association avec les SOFICA Banque Populaire Images 7 et Cofinova 4
- Pays d’origine :  France
- Langue : français
- Format : couleur
- Genre : comédie romantique
- Durée : 87 minutes

## Distribution
- Alice Taglioni : Maître Margot Dittermann
- Jocelyn Quivrin : Maître Victor Bandini
- Thierry Lhermitte : Maître Nicolas Bervesier
- Pascale Arbillot : Juliette
- Scali Delpeyrat : Maître Bertrand Lavoisier
- Julie Ferrier : Éléonore, la secrétaire
- Eliot Pasqualon : Antonin
- Isabelle Petit-Jacques : ? (non créditée)
- Simon Taglioni : ? (non crédité)
- Léa Fazer : la bijoutière (non créditée pour ce rôle)
- François Rimbau : un invité
- Joe Sheridan : Goudal
- Patrick Pierron : le maître d'hôtel
- Caroline Resmond : Joséphine, avocate

## Distinction
Pour son rôle dans le film, Pascale Arbillot reçoit le Prix d'interprétation au Festival international du film de comédie de l'Alpe d'Huez 2008.

## Autour du film
Le film exploite quelque peu différemment le concept du film de Woody Allen dans son film Melinda et Melinda (2004) en interposant les deux possibilités de vie qui s'offre au couple après la nomination du nouvel associé. Par ailleurs, sur le même principe que Pile & face, ce film explore l'évolution possible d'un couple, à partir de deux situations de départ différentes.
Le film alterne constamment les deux situations possibles. Histoire no 1 : Victor est promu et relègue malgré lui sa compagne dans des tâches subalternes. Bientôt, il s'investit dans le travail au détriment de toute vie affective. Histoire no 2 : Margot obtient le poste et devient une brillante executive woman. Malgré ses discours sur « l'homme moderne », Victor vit très mal cette atteinte à sa virilité.
Sans que l'on sache si cela a été un paramètre de choix des interprètes ou d'écriture de scénario, Alice Taglioni et Jocelyn Quivrin sont en couple dans la vie. De plus, Jocelyn Quivrin est réellement amateur de voitures de sport.. C'est au volant de son roadster Ariel Atom que Jocelyn Quivrin se tue le 15 novembre 2009 (il en perd le contrôle sur l'A13 dans le tunnel de Saint-Cloud).
Le long métrage suivant de Léa Fazer Ensemble, c'est trop est dédié à Jocelyn Quivrin.